# Republik Kongo
Die Republik Kongo (dt. [ˈkʰɔŋgo], frz. [kɔ̃ˈgo], bis 1960 als Kolonie Französisch-Kongo; auch Mittelkongo, 1969 bis 1991 Volksrepublik Kongo) ist eine Republik in Zentralafrika. Ihre Hauptstadt und größter Ballungsraum vor der Hafenstadt Pointe-Noire ist Brazzaville; das Land ist auch als Kongo-Brazzaville bekannt.
Der Staat grenzt an Gabun, Kamerun, die Zentralafrikanische Republik, die Demokratische Republik Kongo (ehemals Belgisch-Kongo oder Zaire), die angolanische Exklave Cabinda und den Atlantischen Ozean. Das Entwicklungsprogramm der Vereinten Nationen zählt die Republik Kongo zu den Ländern mit mittlerer menschlicher Entwicklung.

## Landesname
Der Name der Republik Kongo änderte sich in der Vergangenheit mehrfach, zeitweise verwendete das Land die gleiche amtliche Bezeichnung wie der Nachbarstaat Demokratische Republik Kongo. Die folgende Tabelle gibt einen Überblick über die historischen Bezeichnungen:
| Historische Namensgebung der Territorien des Kongo | Historische Namensgebung der Territorien des Kongo      | Historische Namensgebung der Territorien des Kongo               |
| ehemalige Belgische Kolonie | ehemalige Französische Kolonie (A)                      | ehemaliges Portugiesisches Protektorat                           |
| --- | ------------------------------------------------------- | ---------------------------------------------------------------- |
| ab 1877 kolonialisiert | 1880er kolonialisiert (G)                               | ab 1885 Portugiesisch-Kongo                                      |
| ab 1885 Kongo-Freistaat | ab 1903 Mittelkongo                                     | ab 1885 Portugiesisch-Kongo                                      |
| ab 1908 Belgisch-Kongo | 1910 Französisch-Kongo                                  | ab 1885 Portugiesisch-Kongo                                      |
| ab 1908 Belgisch-Kongo | ab 1958 Republik Kongo                                  | 1956 Portugiesisch-Kongo unter gemeinsamer Verwaltung mit Angola |
| 30. Juni 1960 Unabhängigkeit | 15. August 1960 Unabhängigkeit                          | 1956 Portugiesisch-Kongo unter gemeinsamer Verwaltung mit Angola |
| 1960 Republik Kongo (genannt Kongo-Léopoldville) 1960 Proklamation der Freien Republik Kongo durch lumumbistische Aufständische (von 26 Staaten anerkannt, nach etwa einem Jahr von Regierungstruppen zerschlagen)         | 1960 Kongolesische Republik (genannt Kongo-Brazzaville) | 1956 Portugiesisch-Kongo unter gemeinsamer Verwaltung mit Angola |
| 1961 Bundesrepublik Kongo (genannt Kongo-Léopoldville) 1964 Proklamation der Volksrepublik Kongo durch Aufständische in Stanleyville (nur von 7 Staaten anerkannt, nach wenigen Monaten von Regierungstruppen zerschlagen) | 1960 Kongolesische Republik (genannt Kongo-Brazzaville) | 1956 Portugiesisch-Kongo unter gemeinsamer Verwaltung mit Angola |
| 1964 Demokratische Republik Kongo (genannt Kongo-Léopoldville) | 1965 Republik Kongo (genannt Kongo-Brazzaville)         | 1956 Portugiesisch-Kongo unter gemeinsamer Verwaltung mit Angola |
| 1966 Demokratische Republik Kongo (genannt Kongo-Kinshasa) | 1965 Republik Kongo (genannt Kongo-Brazzaville)         | 1956 Portugiesisch-Kongo unter gemeinsamer Verwaltung mit Angola |
| 1971 Republik Zaïre | 1969 Volksrepublik Kongo                                | 1974 Portugiesisch-Kongo von Angola besetzt                      |
| 1991/92 (Kongo-Zaïre) Verfassungsentwurf der von Mobutu suspendierten Nationalen Souveränen Konferenz | 1969 Volksrepublik Kongo                                | 1974 Portugiesisch-Kongo von Angola besetzt                      |
| seit 1997 Demokratische Republik Kongo | seit 1991 Republik Kongo                                | seit 1975 Cabinda Provinz (Exklave) von Angola                   |
| (A) als Teil von Französisch-Äquatorialafrika (G) 1888–1910 auch Gabun Teil von Französisch-Kongo |                                                         |                                                                  |

## Geographie
Die Republik Kongo liegt im äußersten Nordwesten des Kongobeckens und wird im Osten und Südosten vom Fluss Kongo sowie seinem Nebenfluss Ubangi begrenzt. Die Hauptstadt Brazzaville liegt am Pool Malebo, einer seeartigen Ausdehnung des Kongo. Kinshasa, die Hauptstadt der Demokratischen Republik Kongo, liegt am gegenüberliegenden Ufer. Die Landesfläche der Republik Kongo entspricht in etwa der Fläche von Deutschland ohne Schleswig-Holstein oder nur wenig mehr als ein Siebtel der Fläche der benachbarten Demokratischen Republik Kongo.
Die Republik Kongo erstreckt sich beiderseits des Äquators und hat daher tropisches Klima. Die zwei Regenzeiten ereignen sich von Januar bis Mai und Oktober bis Mitte Dezember. Der Jahresniederschlag liegt bei 1400 mm bis 1900 mm, an der Küste weniger. Nach der schmalen Küstenebene mit Mangrovenvegetation und Feuchtsavanne erhebt sich das Land zu einem Hochplateau, das an der Grenze zu Gabun bis auf eine Höhe von 1040 m ansteigt. Der mit 57,2 Prozent größte Teil des Landes ist von tropischem Regenwald bedeckt. Im Nordosten, am unteren Ubangi und Sangha, befinden sich ausgedehnte Sumpfgebiete. Der Kongo ist erst oberhalb des Pool Malebo schiffbar.
 Flora und Fauna 
Während die südliche Zone der Republik Kongo größtenteils gerodet wurde, findet sich im tropischen Regenwald eine große Vielfalt. Insbesondere etwa 125.000 Westliche Flachlandgorillas sind dort zu erwähnen.

## Bevölkerung
Die Bewohner der Republik Kongo werden als Kongolesen bezeichnet.

### Demografie
Die Republik Kongo hatte 2022 6,0 Millionen Einwohner. Das jährliche Bevölkerungswachstum betrug + 2,3 %. Zum Bevölkerungswachstum trug ein Geburtenüberschuss (Geburtenziffer: 30,2 pro 1000 Einwohner vs. Sterbeziffer: 7,3 pro 1000 Einwohner) bei. Die Anzahl der Geburten pro Frau lag 2022 statistisch bei 4,1, die der Region West- und Zentral-Afrika betrug 4,9. Der Median des Alters der Bevölkerung lag im Jahr 2021 bei 18,2 Jahren. Im Jahr 2023 waren 40,6 Prozent der Bevölkerung unter 15 Jahre, während der Anteil der über 64-Jährigen 2,8 Prozent der Bevölkerung betrug.

### Bevölkerungsstruktur
98 Prozent der Kongolesen verstehen sich als Bantus. Die Hälfte der Bevölkerung sind die namensgebenden Kongo, davon mehr als 40 Prozent Bakongo sowie auch Vili oder Bavili (am Atlantik). Ein Viertel sind Batéké mit sechs Prozent und Bavili. Vom restlichen Viertel stellen die Mboschi mit zwölf Prozent und die Kuyu mit elf Prozent den größten Anteil. Nur noch ein Prozent sind Pygmäen – hauptsächlich in den Wald- und Sumpfgebieten des Nordostens, daneben gibt es wenige Europäer.
2017 waren 7,6 % der Bevölkerung im Ausland geboren. Die größte Gruppe stammte aus der benachbarten DR Kongo mit 170.000 Personen. Ausländer sind entweder Flüchtlinge oder werden von dem vergleichsweise hohen Einkommenslevel angelockt.

### Sprachen
Französisch ist – als Erbe der Kolonialzeit – Amtssprache, daneben sind in der Verfassung der Republik Kongo die Verkehrssprachen Lingala und Kituba als „nationale Verkehrssprachen“ anerkannt. Am stärksten verbreitet ist Lingala im Norden, welches von der Hälfte der Gesamtbevölkerung gesprochen wird. Kituba hingegen, auch Kongo ya Leta genannt, wird vor allem von den Bakongo im Süden des Landes gesprochen, dient aber darüber hinaus als Lingua franca. Wichtigste Sprachen der einzelnen Volksgruppen sind das konventionelle Kikongo sowie Mbosi, Koyo und Teke.

### Religionen

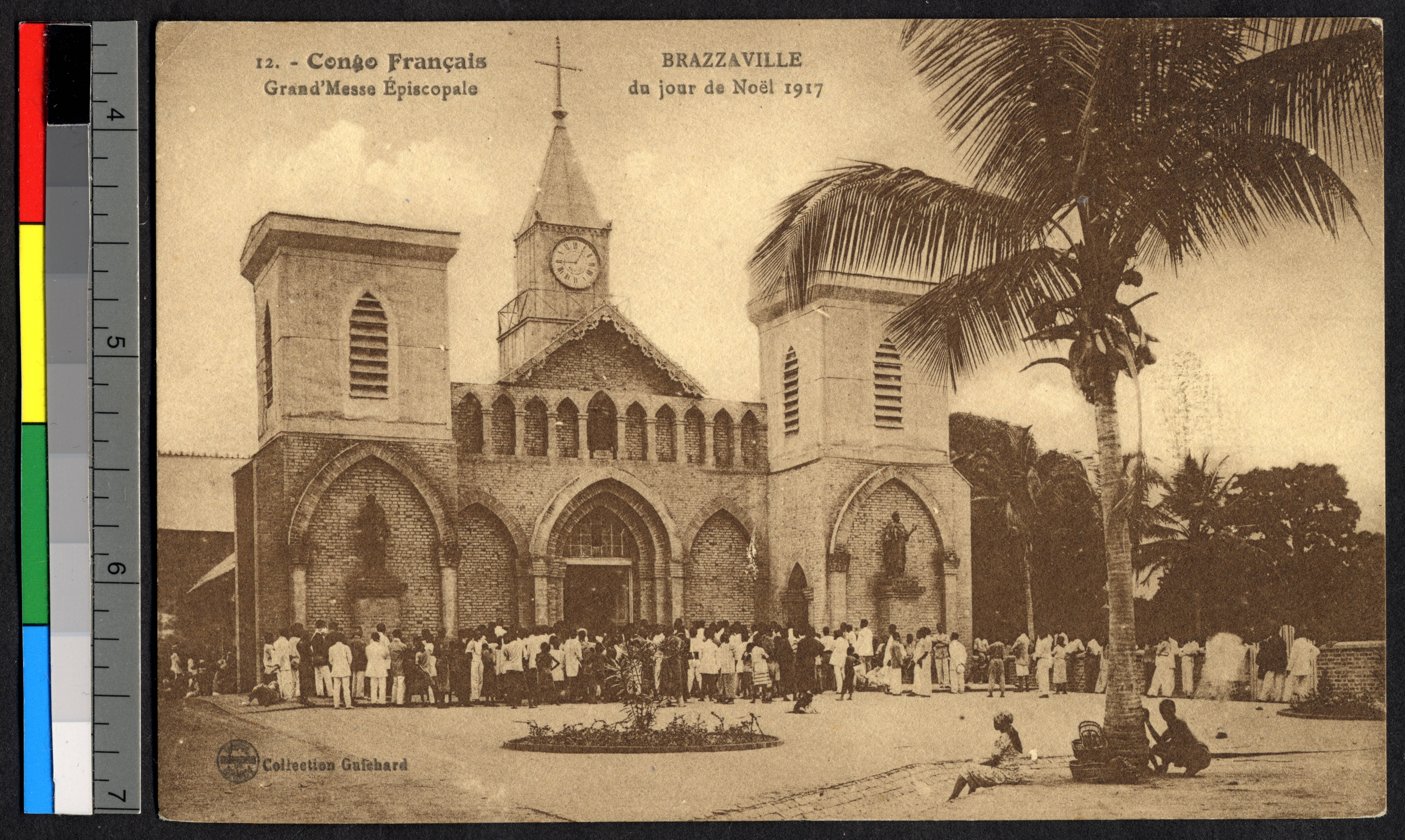
Kathedrale von Brazzaville (1917)

Die Mehrheit der Gesamtbevölkerung der Republik Kongo gehört dem Christentum an (davon etwa 33,1 Prozent Katholiken, 22,3 Prozent Anhänger der Erweckungskirchen/christlichen Wiedergeburt, 19,9 Prozent Protestanten, 2,2 Prozent Salutisten, etwa 1,5 Prozent Kimbanguisten, sowie neuapostolische Christen). Ein weiterer großer Teil der Bevölkerung spricht den traditionellen Religionen zu und etwa 1,6 Prozent entfallen mittlerweile auf kleinere muslimische Gemeinden. 11,3 Prozent der Bevölkerung sind konfessionslos.

### Bildung
Viele Einwohner des Landes können lesen und schreiben, besonders Männer. 2015 lag die Alphabetisierungsrate bei 79,3 % der erwachsenen Bevölkerung. Der Anteil öffentlicher Bildungsausgaben am BIP im Zeitraum 2002 bis 2005 war niedriger als 1991. Für unter 16-Jährige ist die Schulbildung gebührenfrei und verpflichtend. In der Praxis gibt es jedoch Ausnahmen für die Schüler. Das Land hat eine staatliche Universität, die Université Marien Ngouabi (UMNG) in Brazzaville, eine private Universität, ebenfalls in Brazzaville (Université libre du Congo), sowie in Pointe Noire einen Campus des Institut Supérieur de Technologie d’Afrique Centrale der Université Catholique de l'Afrique Central (UCAC), die ihren Hauptsitz in Yaoundé / Kamerun hat. In Brazzaville gibt es ferner eine Zweigeinrichtung der marokkanischen École supérieure de technologie (eine höhere technische Lehranstalt) und in Pointe Noire eine solche Schule für maritime Technologie. Brazzaville hat auch zwei Managementhochschulen. Wohl auch wegen des Mangels an Lehrkräften schloss das zuständige Ministerium im Jahr 2013 die Masterstudiengänge privater Hochschulen.

### Gesundheit
Die Gesundheitsausgaben des Landes betrugen im Jahr 2021 3,9 % des Bruttoinlandsprodukts. Ein hoher Anteil der Bevölkerung ist unterernährt. Im Jahr 2018 praktizierte in der Republik Kongo ein Arzt je 10.000 Einwohner. Die Lebenserwartung der Einwohner der Republik Kongo ab der Geburt lag 2022 bei 63,1 Jahren (Frauen: 64,6, Männer: 61,5). Sie hat sich von 2000 (53,7 Jahre) bis 2022 um 17,5 % erhöht.
Homosexualität in der Republik Kongo ist legalisiert.

## Geschichte
Seit dem 10. Jahrhundert siedelten Batéké und andere Bantustämme, die von Nigeria eingewandert waren, im unteren Kongobecken. Im 13. Jahrhundert entstanden dort verschiedene Königreiche, die jedoch meist durch den Sklavenhandel seit dem 17. und 18. Jahrhundert an der Kongomündung zerstört wurden. Im Jahr 1766 begann die französische Mission, ab 1875 begann die Erforschung des Landes durch Pierre Savorgnan de Brazza. Um 1880 wurde das Reich Teke der Batéké durch einen sog. Schutzvertrag ein französisches Protektorat. Schon bald wurde ein Militärposten am Kongo gegründet, aus dem die Stadt Brazzaville entstand. Im Jahre 1883 begann die Gründung von Pointe Noire. Um 1891 wurde das Reich die französische Kolonie Kongo (ab 1903 „Mittelkongo“ – „Moyen Congo“ genannt). 1910 wurde es gemeinsam mit Gabun zum Generalgouvernement von Französisch-Äquatorialafrika erklärt. Brazzaville zählte damals ca. 6000 Einwohner, wuchs jedoch rasch durch den Zuzug von Wanderarbeitern, die bis aus dem Tschad und aus Dahomey kamen. Dadurch entstand in Brazzaville ein buntes Völker- und Sprachgemisch. 1911 ging der Nordteil der Kolonie an Kamerun, nach dem Ersten Weltkrieg wurde das Gebiet wieder rückgegliedert.

Flagge der Volksrepublik Kongo (1969–1991)

1946 wurde der Kongo französisches Überseeterritorium. Entsprechend dem Gesetz Loi Lamine Guèye vom 7. Mai 1946 hatten alle Bürgerinnen und Bürger der Überseeischen Territorien das Bürgerrecht wie die Menschen im Mutterland und damit das Wahlrecht für Wahlen zum Französischen Parlament und für lokale Wahlen; das passive Wahlrecht ist nicht explizit genannt, aber auch nicht ausgeschlossen. Doch es wurde in zwei Klassen gewählt, was der französischstämmigen Bevölkerung einen Vorteil verschaffte. Dieses Zweiklassenwahlrecht wurde erst am 23. Juni 1956 durch die loi-cadre Defferre abgeschafft und bei der Unabhängigkeit bestätigt.
Durch das Gesetz Nummer 47-162 über Territorialversammlungen vom 29. August 1947 wurde das Wahlrecht für diese Versammlungen festgeschrieben. Zunächst war das allgemeine Wahlrecht auf nationaler Ebene auf Europäer und Afrikaner, die lesen und schreiben konnten, beschränkt. 1951 wurde das Recht auf alle mit einem gültigen Ausweisdokument ausgedehnt. Dieses Wahlsystem wurde 1952 erneuert und 1957 ersetzt, als die loi-cadre Defferre von 1956 in Kraft trat.
1958 wurde der Kongo eine autonome Republik in der Union française und schließlich 1960 die unabhängige Kongolesische Republik (Kongo-Brazzaville) (im Unterschied zur damaligen Republik Kongo (Kongo-Leopoldville), der heutigen Demokratischen Republik Kongo am linken Ufer des Flusses). Die Hauptstadt zählte damals etwa 100.000, um 1980 etwa 400.000 Einwohner. Artikel 4 der Verfassung vom 2. März 1961 erkannte die bereits bestehenden Rechte an. Einige Quellen nennen für die Erteilung des passiven Frauenwahlrechts den 8. Dezember 1963. Da im Dezember 1963 erstmals Frauen ins Parlament gewählt wurden, ist es jedoch möglich, dass diesen Angaben die erstmalige Ausübung des Wahlrechts zugrunde liegt, nicht die Erteilung.
Im August 1963 wurde das profranzösische Regime des Priesters Fulbert Youlou gestürzt und eine Politik des gemäßigten Sozialismus proklamiert. Am 31. Dezember 1969 proklamierte Marien Ngouabi die Volksrepublik Kongo, die vom Parti Congolais du Travail beherrscht wurde.
Ngouabi wurde 1977 ermordet. 1979 stellte Denis Sassou-Nguesso die Volksrepublik wieder her. 1982 begannen Projekte zur sozialistischen Umstrukturierung von Wirtschaft und Landwirtschaft sowie zur Erschließung des schwach entwickelten Nordens des Landes und zur Intensivierung der Ölförderung.
1990, nach dem Wegfall der Unterstützung durch die sozialistischen Staaten, begann die Abkehr vom Sozialismus und 1991 wurde schließlich die „Republik Kongo“ ausgerufen. Erst ab 1992 gab es echte demokratische Wahlen, in denen Sassou-Nguesso Pascal Lissouba unterlag. Von 1997 bis 1999 tobte jedoch ein das Land lähmender Bürgerkrieg, der mit dem Sieg der sogenannten Cobra-Milizen des aus dem französischen Exil zurückgekehrten Denis Sassou-Nguesso über die Milizen des amtierenden Präsidenten Pascal Lissouba und des ehemaligen, 1992 unterlegenen Präsidentschaftskandidaten Bernard Kolelas endete. Seit dieser Zeit ist Sassou-Nguesso ohne Unterbrechung als Präsident des Landes an der Macht.

## Politik

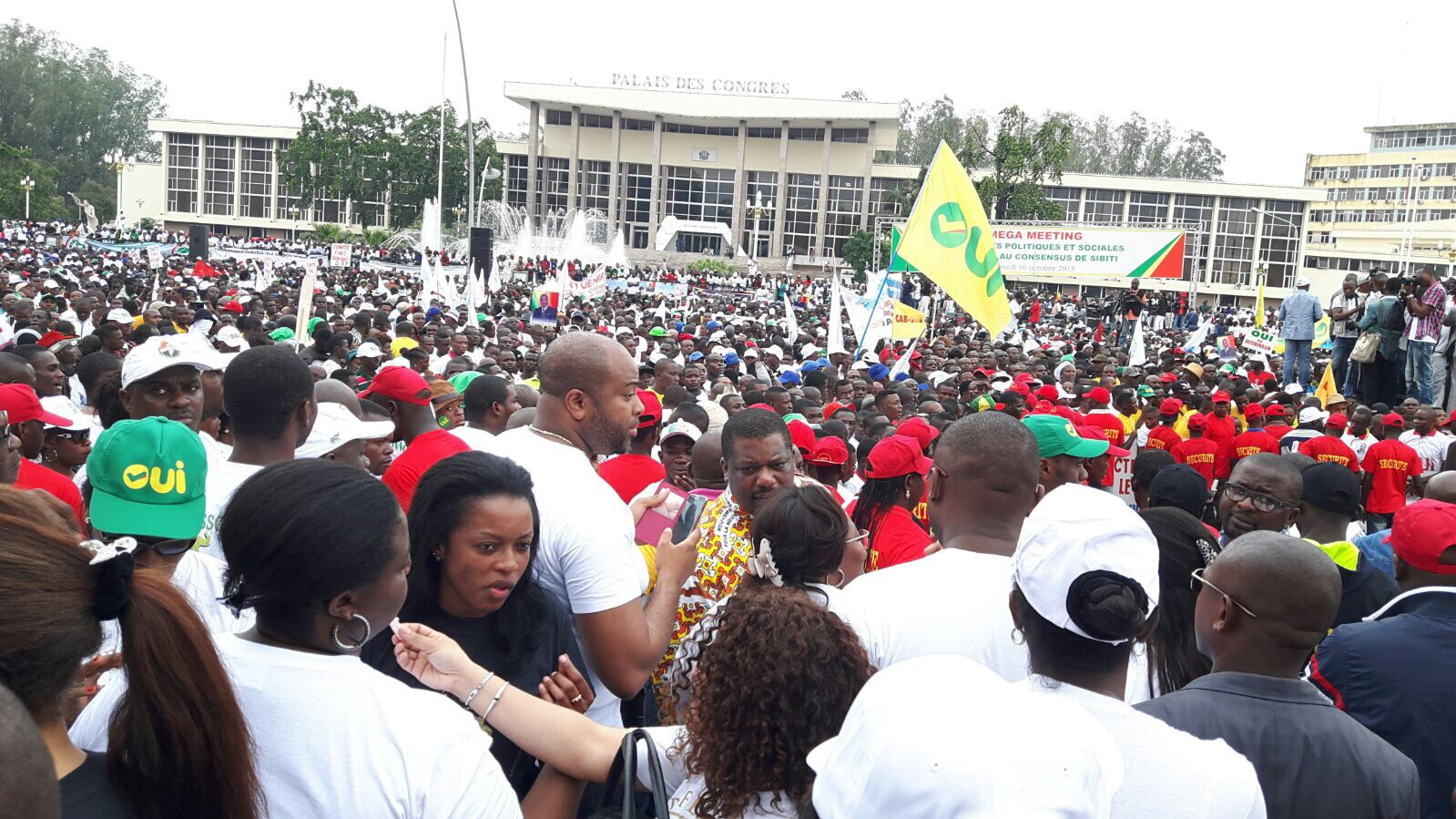
Demonstration für eine Verfassungsreform vor dem Parlamentsgebäude, 2015

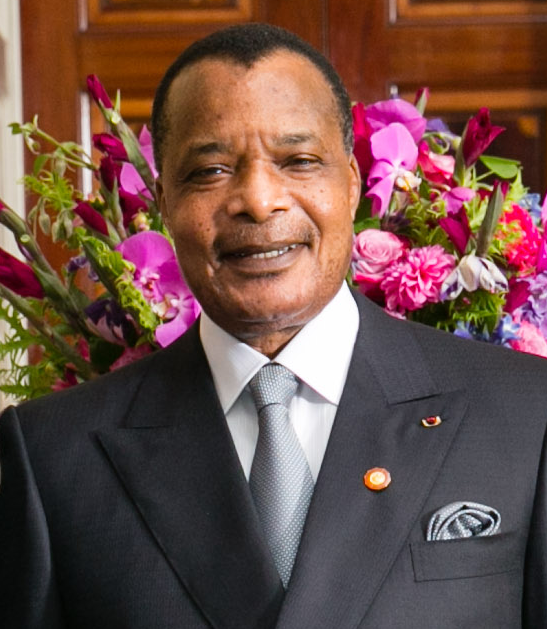
Denis Sassou-Nguesso, autoritärer Präsident der Republik Kongo (Bild: 2014)

### Politisches System
Die Staatsform ist nach der durch Referendum vom 20. Januar 2002 angenommenen und am 9. August 2002 in Kraft getretenen Verfassung die einer präsidialen Republik.
Das Staatsoberhaupt ist der Präsident, der zugleich auch Regierungschef und Oberbefehlshaber der Streitkräfte ist. Er wird vom Volk mit absoluter Mehrheit auf sieben Jahre gewählt, eine einmalige Wiederwahl war möglich. Am 25. Oktober 2015 wurde die Verfassung per Volksabstimmung geändert; seitdem kann der jetzige Machthaber Denis Sassou-Nguesso erneut kandidieren. Auch bei der Wahl am 21. März 2021 wurde er im Amt bestätigt.
Die Legislative bildet ein Zwei-Kammer-Parlament, bestehend aus Nationalversammlung und Senat. Die Nationalversammlung umfasst 137 auf fünf Jahre gewählte Mitglieder; die 66 Senatoren werden auf sechs Jahre gewählt. Die einflussreichste Partei ist die PCT (französisch Parti congolais du travail, Kongolesische Partei der Arbeit).

### Politische Indizes
| Name des Index                     | Indexwert    | Weltweiter Rang | Interpretationshilfe | Jahr |
| ---------------------------------- | ------------ | --------------- | --- | ---- |
| Fragile States Index               | 90,2 von 120 | 29 von 179      | Stabilität des Landes: Alarm 0 = sehr nachhaltig / 120 = sehr alarmierend Rang: 1 = fragilstes Land / 179 = stabilstes Land | 2024 |
| Demokratieindex                    | 2,79 von 10  | 128 von 167     | Autoritäres Regime 0 = autoritäres Regime / 10 = vollständige Demokratie                                                    | 2024 |
| Freedom in the World Index         | 17 von 100   | —               | Freiheitsstatus: unfrei 0 = unfrei / 100 = frei                                                                             | 2024 |
| Rangliste der Pressefreiheit       | 60,6 von 100 | 71 von 180      | Erkennbare Probleme für die Pressefreiheit 100 = gute Lage / 0 = sehr ernste Lage                                           | 2025 |
| Korruptionswahrnehmungsindex (CPI) | 23 von 100   | 151 von 181     | 0 = sehr korrupt / 100 = sehr sauber                                                                                        | 2024 |

### Menschenrechte
Amnesty International bewertete in einem Bericht zum Jahr 2017 die Situation im Land wie folgt: So gebe es politische Gefangene, insbesondere der Opposition, die 2015 gefangen genommen worden waren; deren Prozesse kamen kaum voran. Unter den Gefangenen waren Okouya Rigobert von der politischen Gruppe Convention d’Action pour la Démocratie et le Développement (CADD), der Präsidentschaftskandidat und ehemalige General Jean-Marie Michel Mokoko sowie Jean Ngouabi, ein Mitarbeiter aus dem Wahlkampfteam von Mokoko. Im Januar 2017 wurde André Okombi Salissa vom Geheimdienst Direction générale de la surveillance du territoire inhaftiert. Noël Mienanzambi Boyi, Vorsitzender des Vereins für Friedenskultur und Gewaltfreiheit (Association pour la Culture de la Paix et de la Non-Violence) und Moderator bei einem lokalen Radiosender in Kinkala, wurde festgenommen.
Die Behörden nutzten restriktive Vorschriften über Zusammenkünfte und Versammlungen in der Öffentlichkeit, um das Recht auf Versammlungsfreiheit einzuschränken; es gab Berichte über Folter und andere Misshandlungen durch Sicherheitskräfte. Ein Beispiel dafür ist Modeste Boukadia, Vorsitzender der Oppositionspartei Cercle des Démocrates et Républicains du Congo.

### Außenpolitik
In den Jahren 2006 und 2007 hatte die Republik Kongo einen Sitz im Sicherheitsrat der Vereinten Nationen.

### Militär
Nach dem Bürgerkrieg in der Republik Kongo bildeten ab 1999 Sassou-Nguessos Milizen das Rückgrat der neuen Armee des Landes. Das Land gab 2020 knapp 3,1 Prozent seiner Wirtschaftsleistung oder 306 Millionen US-Dollar für seine Streitkräfte aus.
Die 10.000 Mann der Kongolesischen Streitkräfte (Forces Armees Congolaises, FAC) umfassen die Teilstreitkräfte:
- Heer (Armee de Terre)
- Marine
- kongolesische Luftwaffe (Armee de l'Air Congolaise)

Zudem existieren eine paramilitärische Gendarmerie mit ca. 2000 Mann und die Präsidentengarde (GSSP).

### Verwaltung

Departements der Republik Kongo

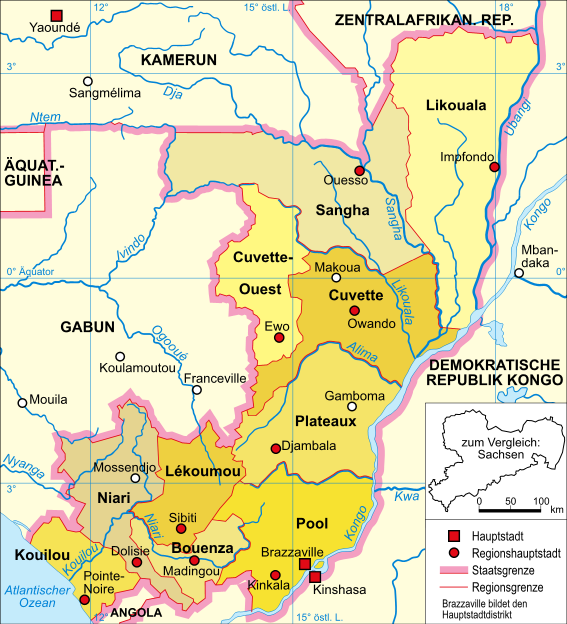
Regionen der Republik Kongo (bis 2002)

Die Republik Kongo ist ein Einheitsstaat und ist in zwölf Departements untergliedert. Es herrscht eine zentralistische Verwaltung.
| Name          | Hauptstadt |
| ------------- | ---------- |
| Bouenza       | Madingou   |
| Cuvette       | Owando     |
| Cuvette-Ouest | Ewo        |
| Kouilou       | Loango     |
| Lékoumou      | Sibiti     |
| Likouala      | Impfondo   |
| Niari         | Dolisie    |
| Plateaux      | Djambala   |
| Pool          | Kinkala    |
| Sangha        | Ouésso     |
| Brazzaville   |            |
| Pointe-Noire  |            |

Die größten Städte sind (Zensus 2023): Brazzaville 2,138 Mio. Einwohner, Pointe-Noire 1,398 Mio. Einwohner, Loubomo 178.000 und Nkayi 104.000 Einwohner.

## Wirtschaft

Historische Entwicklung des Bruttoinlandsprodukts pro Kopf

Trotz umfangreicher Ressourcen an Erdöl, tropischen Regenwalds und landwirtschaftlich nutzbarer Flächen sowie der nur geringen Bevölkerungsdichte ist die Wirtschaft noch immer durch Massenarbeitslosigkeit und schlechte Zustände der Regierungs-, Verwaltungs- und Verkehrsstrukturen sowie durch hohen Importbedarf an Nahrungsmitteln gekennzeichnet. Eine wesentliche Ursache ist hier die Korruption. Zudem hinterließen die drei Bürgerkriege der 1990er Jahre einen materiellen Schaden von geschätzten zwei bis drei Milliarden Euro.
Früher war der Staat mit 80.000 Angestellten der größte Arbeitgeber des Landes. Die Weltbank und andere internationale Finanzinstitutionen zwangen die Republik Kongo zur Einleitung von Reformen auf diesem Gebiet um die Bürokratie abzubauen, deren Unterhalt 1993 mehr als ein Fünftel des Bruttoinlandsprodukts verschlang.
Die Beendigung der Bürgerkriegswirren war auch die Voraussetzung für eine positive wirtschaftliche Entwicklung. Angeschoben wurde sie durch das 780 Millionen € umfassende Nachkriegswiederaufbauprogramm der Regierung, welches zum größten Teil eigenfinanziert, aber auch durch die Weltbank gestützt wurde.
Dennoch blieb der Bevölkerung die Teilhabe am Ressourcenreichtum des Landes durch den unprofessionellen Umgang mit den Staatsfinanzen und die weit verbreitete Korruption verwehrt. 54 Prozent lebten 2014 in absoluter Armut. Die Arbeitslosenquote wird im selben Jahr mit 36 % angegeben.
Die Anstrengungen zur verstärkten Diversifikation waren bisher nicht sehr erfolgreich. Ein Schwerpunkt lag dabei im Ausbau der bereits in großem Umfang betriebenen nachhaltigen Forstwirtschaft. Sie bildet den zweitwichtigsten Wirtschaftszweig des Landes, doch 2014 machten die Holzexporte nur ca. 2 % der Gesamtexporte aus. Weitere Industriezweige sind die Textil-, Zement- und chemische Industrie.
Das Land führt eine Wertpapierbörse mit einigen weiteren zentralafrikanischen Staaten, welche als Bourse des Valeurs Mobilières de l’Afrique Centrale bekannt ist.
| Jahr                                    | 2010  | 2015   | 2016   | 2017   | 2018   | 2019  | 2020   | 2021  | 2022  | 2023  |
| --------------------------------------- | ----- | ------ | ------ | ------ | ------ | ----- | ------ | ----- | ----- | ----- |
| BIP in Mrd. USD (Kaufkraftparität)      | 20,7  | 25,8   | 24,8   | 23,8   | 30,7   | 32,1  | 27,4   | 33,3  | 36,3  | 38,4  |
| BIP pro Kopf in USD (Kaufkraftparität)  | 4.664 | 5.095  | 4.772  | 4.477  | 5.636  | 5.767 | 4.813  | 5.707 | 6.084 | 6.252 |
| BIP-Wachstum (real)                     | 9,9 % | −3,6 % | −5,0 % | −5,6 % | −2,3 % | 1,1 % | −6,3 % | 1,1 % | 1,8 % | 2,0 % |
| Inflation (in Prozent)                  | 0,4 % | 3,2 %  | 3,2 %  | 0,4 %  | 1,2 %  | 0,4 % | 1,4 %  | 2,0 % | 3,0 % | 4,3 % |
| Staatsverschuldung (in Prozent des BIP) | 43 %  | 74 %   | 85 %   | 88 %   | 71 %   | 78 %  | 103 %  | 98 %  | 92 %  | 99 %  |

### Landwirtschaft
Die Landwirtschaft beschäftigt zwar 40 Prozent der arbeitsfähigen Bevölkerung, trägt aber nur acht Prozent zur Gesamtwirtschaft bei und deckt zudem bei weitem nicht den inländischen Bedarf an Lebensmitteln. Um den Nahrungsbedarf der Bevölkerung zu decken, mussten 2014 ca. 70 Prozent der Lebensmittel eingeführt werden, vor allem Weizen, Reis und Mais.
Für die Eigenversorgung werden vor allem Maniok, Mais, Erdnüsse, Yamswurzel sowie Kochbananen angebaut, für den Export geringe Mengen Kaffee, Kakao und Zuckerrohr. Viehwirtschaft findet vor allem wegen der Tsetsefliege kaum statt.

### Bodenschätze

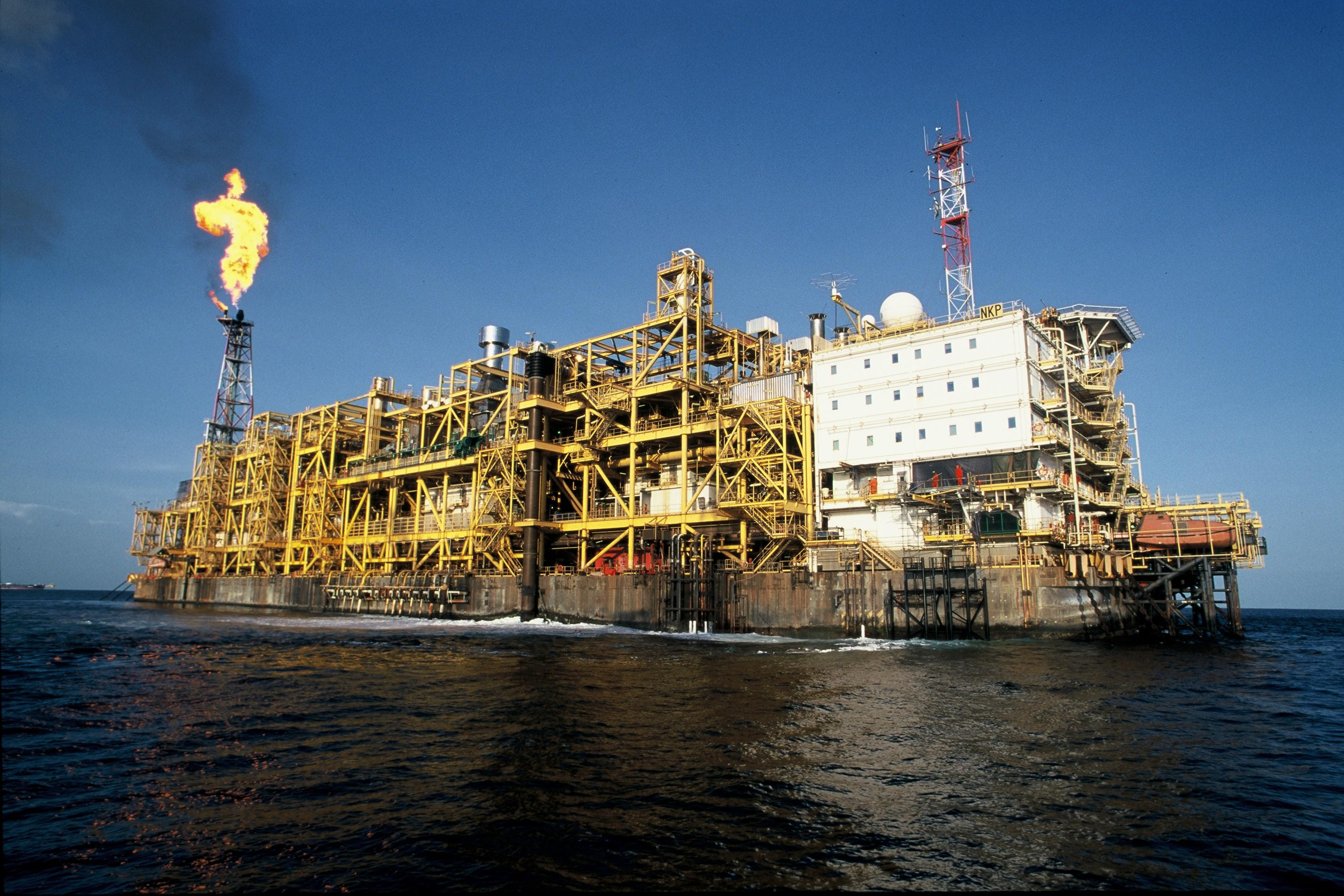
Ölplattform, N'Kossa.

Die wichtigste Einnahmequelle des Staates stellt seit den 1980er Jahren die Förderung, Verarbeitung und der Export von Erdöl dar. Aus diesem Geschäft stammen über 90 Prozent der Exporterlöse, 80 Prozent der Staatseinnahmen und 65 Prozent des Bruttoinlandsproduktes. Dieser Wirtschaftszweig wurde vom Bürgerkrieg weitgehend verschont. Das Wachstum seit ca. 2006 gründete sich allein auf die Ölindustrie, so dass sich die Abhängigkeit vom Öl des Landes in den letzten 10 Jahren nicht verringert hat. 2014 war die Republik Kongo der viertgrößte subsaharische Ölproduzent. Gefördert wird das Öl von TotalEnergies und ENI, vermehrt auch von chinesischen Firmen. Am 22. Juni 2018 wurde das Land Mitglied der Organisation erdölexportierender Länder (OPEC).
Die Vorkommen an Kalisalzen, Eisen- und Kupfererzen, Gold, Diamanten, Phosphat, Bauxit und anderen Bodenschätzen werden bisher wenig genutzt. 2004 wurde ein Projekt zum Abbau und zur Verarbeitung von 60.000 Jahrestonnen Magnesium geplant, das auch im Jahr 2014 noch nicht umgesetzt ist.

### Außenhandel
Die größten Außenhandelspartner sind die Vereinigten Staaten, Südkorea und die Volksrepublik China. Nach einem Rekordzuwachs in den Vorjahren fiel der Exportüberschuss 2003 zwar wieder ab, der Saldo ist jedoch wie schon seit Jahren mit umgerechnet 1,5 Milliarden Euro positiv. 2010 wurden dem Land seine Schulden durch die internationalen Gläubiger vollständig erlassen.
Das Land ist Mitglied der Wirtschaftsgemeinschaft der zentralafrikanischen Staaten (CEMAC) und der Zentralafrikanischen Wirtschafts- und Währungsgemeinschaft. Die Landeswährung, der CFA-Franc, ist über den französischen Tresor mit einem festen Wechselkurs von 1 zu 656 mit dem Euro verbunden. Weiterhin ist die Republik Kongo Mitglied der Organisation zur Angleichung des Handelsrechtes in Afrika (OHADA).

### Staatshaushalt
Der Staatshaushalt umfasste 2016 Ausgaben von umgerechnet 4,233 Milliarden US-Dollar, dem standen Einnahmen von umgerechnet 3,562 Milliarden US-Dollar gegenüber. Daraus ergibt sich ein Haushaltsdefizit in Höhe von 8,4 Prozent des BIP. Die Staatsverschuldung lag 2016 bei 83,0 % der Wirtschaftsleistung.

## Verkehr
Von Brazzaville nach Pointe-Noire führt die 510 km lange Strecke der Kongo-Ozean-Bahn (Chemin de fer Congo-Océan, CFCO), die 1921–1934 unter unmenschlichen Bedingungen von Zwangsarbeitern errichtet wurde. Etwa 20.000 Menschen kamen beim Bau ums Leben, vor allem durch Unfälle und Malaria. Eine Zweigstrecke führt nach Mbinda der Grenze zu Gabun. Die gesamte Strecke ist in schlechtem Zustand. In den letzten 25 Jahren haben sich mehrere schwere Unfälle ereignet. Die Bahnlinie soll durch ein koreanisches Konsortium um 1000 km nach Norden verlängert werden, um den Holztransport zum Hafen Pointe-Noire zu erleichtern.
Die Republik Kongo besitzt zwei internationale Flughäfen in Brazzaville und Pointe-Noire. Alle in der Republik Kongo registrierten Fluglinien bis auf ECAir stehen auf der schwarzen Liste der EU, ECAir hat den Betrieb eingestellt.
Das gesamte Straßennetz umfasste 2006 etwa 17.000 km, wovon 1212 km asphaltiert sind. Das Straßennetz ist besonders in der Regenzeit in schlechtem Zustand. Auf der Route Nationale 1 zwischen Pointe Noire und Brazzaville herrscht „intensiver Schwerlastverkehr mit durchweg nicht verkehrssicheren LKWs auf weitgehend unbefestigten Straßenabschnitten“.

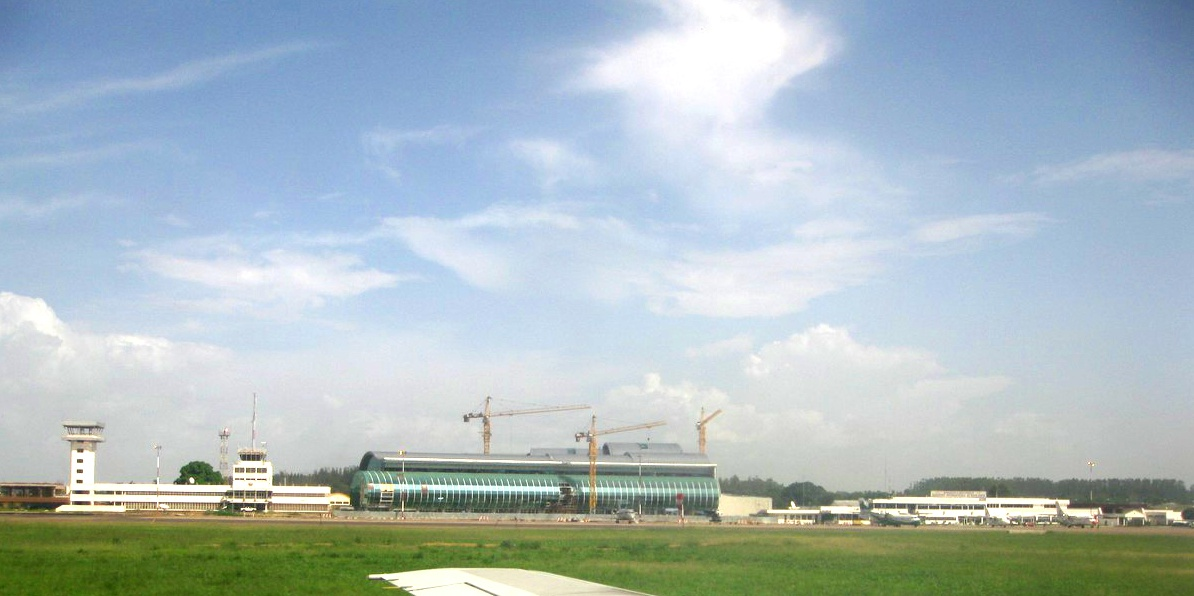
Internationaler Flughafen Brazzaville Maya-Maya
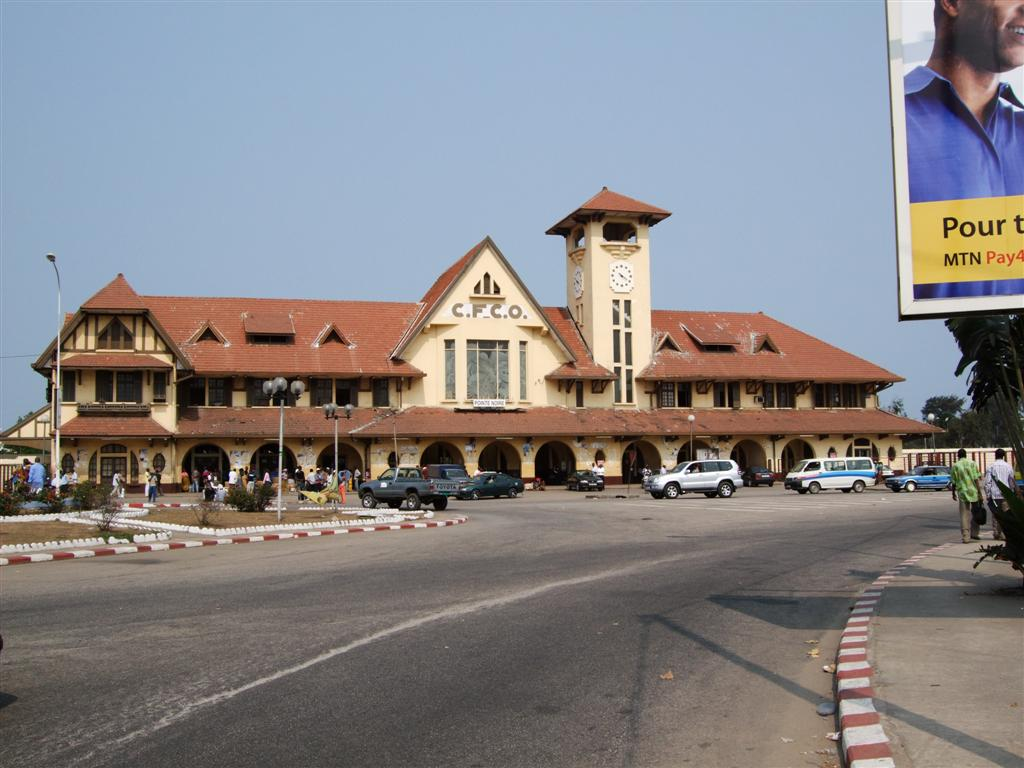
Bahnhof von Pointe-Noire
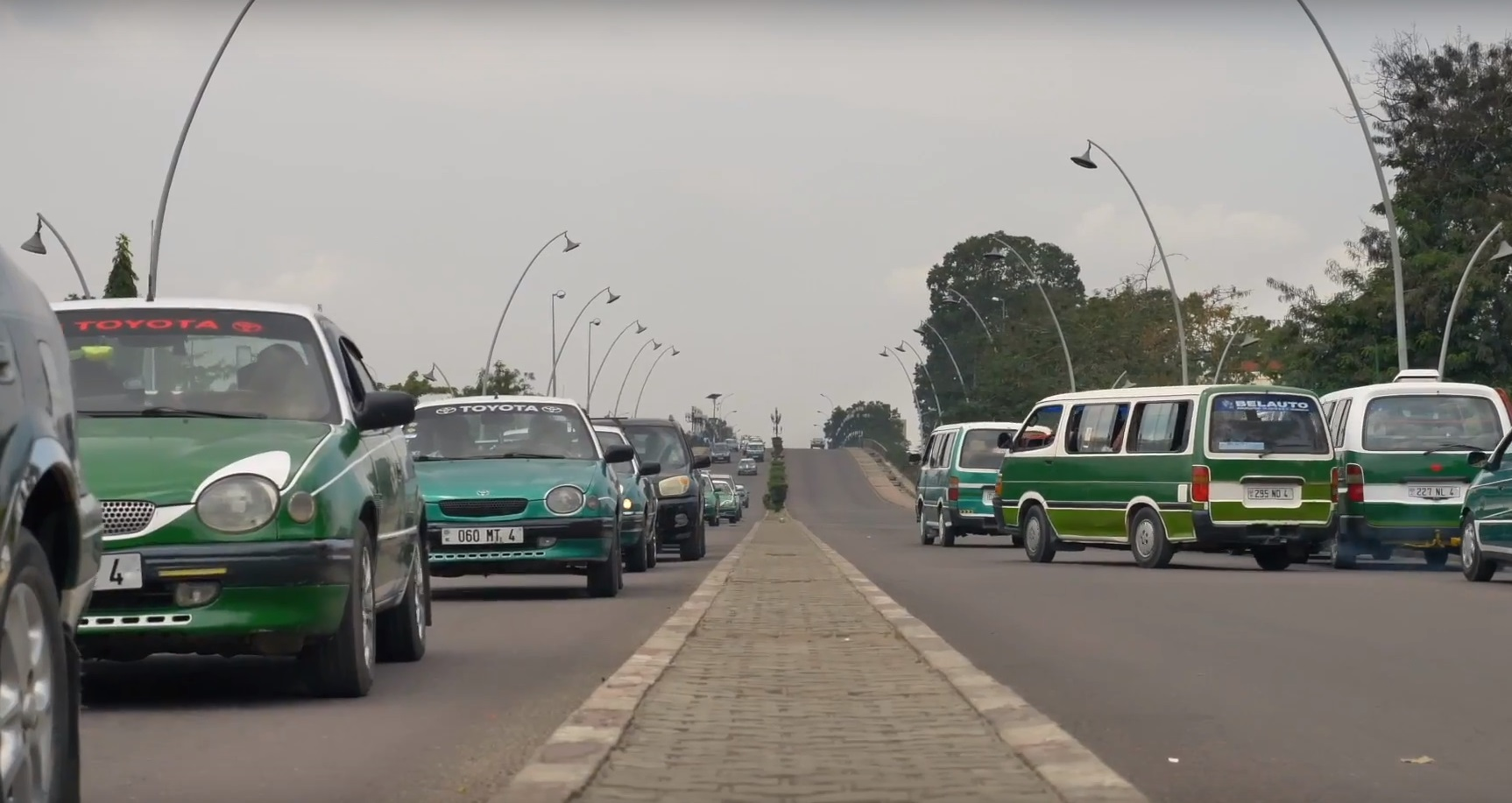
Taxis in Brazzaville

## Kultur
1950 wurde in Brazzaville eine erste Zeitschrift für Politik und Kultur gegründet (Liaison), die u. a. auch Zeugnisse der oralen Kultur publizierte. Heute gibt es in der Republik Kongo eine relativ entwickelte Literatur- und Theaterszene vor allem in Brazzaville, aber auch in Pointe Noire, die sowohl durch die französischen Realisten und durch den Nouveau Roman als auch durch Volkstraditionen, Märchen, Surrealismus und Magie geprägt ist. Der Autor Alain Mabanckou erzählt in seinen Romanen Demain j'aurais vingt ans und Les cigognes sont immortelles von einer Jugend in Pointe Noire vor dem Hintergrund der jüngeren Geschichte des Landes. Vor allem das Theater knüpft an dörfliche Erzähltraditionen an. Zu nennen sind u. a. der Mitarbeiter der Liaison und Theaterautor Sylvain Bemba, der Chemiker und Romanautor Emmanuel Dongala (* 1941), der heute in den USA lebt (Gruppenfoto am Ufer des Flusses) und der frühere Ministerpräsident und Romanautor Henri Lopès, ein Kritiker der Négritude (Tribaliques, 1971).
Im multikulturellen Stadtteil Poto-Poto von Brazzaville, der zu Beginn des 20. Jahrhunderts von Wanderarbeitern aus dem Norden bevölkert wurde, hat sich eine eigene Malereitradition entwickelt (Marcel Gotène, Eugène Malonga, Jacques Zigoma). Brazzaville besaß eine anspruchsvolle Kunstkeramiktradition, die jedoch weitgehend in Vergessenheit geraten ist. Das staatliche Kunst-Nationalmuseum ist seit Jahren geschlossen, besitzt aber einen umfangreichen Depotbestand von wertvollen anthropologischen Objekten und zeitgenössischen Gemälden. In Musik und Tanz dominieren traditionelle Themen. Gestik und Mimik erleichtern das Verständnis von Sprache im multikulturellen Umfeld.

## Dokumentationen
- 1885: Der Sturm auf Afrika – Ein Kontinent wird geteilt, Frankreich, ARTE F/RBB, 2010 (Dokumentarfilm über die Kongokonferenz vom 5. November 1884 bis 26. Februar 1885)

### Landesprofil bei Ministerien deutschsprachiger Staaten
- Auswärtiges Amt (D): Republik Kongo. auf www.auswaertiges-amt.de.
- Bundesministerium für europäische und internationale Angelegenheiten (A): Länderspezifische Reiseinformation: Kongo (Republik Kongo). auf www.bmeia.gv.at.
- Eidgenössisches Departement für auswärtige Angelegenheiten (CH): Republik Kongo. auf www.eda.admin.ch.

### Internationale Links
- United Nations: United Nations Statistics Division. Congo. auf www.data.un.org (englisch).
- The World Bank: Countries. Congo. auf www.worldbank.org (englisch).
- US-Government: CIA World Fact Book. Congo, Republic of the. auf www.cia.gov (englisch).
- WHO: Congo. auf www.afro.who.int (englisch, französisch, portugiesisch).
- Welternährungsprogramm der Vereinten Nationen: Congo. auf www.wfp.org (englisch).
- UNHCR: Republic of the Congo. auf www.unhcr.org (englisch).
- Minority Rights Group International: Republic of Congo. auf www.minorityrights.org (englisch).
- UNCTAD: Catalogue of Diversification Opportunities 2022. Congo. auf www.unctad.org (PDF, englisch).